# Villa romana de Río Verde
La villa romana de Río Verde está situada en Marbella (Málaga, España) en la desembocadura del río Verde. Se trata de la pars urbana de una rica villa situada en la costa, donde la pars rustica de la misma estaría dedicada a la explotación del mar y salazón de pescados, una lucrativa actividad a la que se dedicaron buena parte de los asentamientos costeros béticos, especialmente en época romana, y de la que tenemos buena muestra en alguno de los elementos decorativos del mosaico culinario que decora la parte residencial de esta casa. 

## Excavaciones
A la singularidad de los pavimentos musivarios documentados en esta villa, especialmente del mosaico culinario, hemos de sumarle el hecho de que es uno de los pocos ejemplos con los que contamos en el litoral andaluz, de la zona noble de este tipo de asentamientos, imprescindible para conocer el ambiente doméstico en el que habitaban familias de nivel económico medio/alto durante este período. En lo que a la villa se refiere, las excavaciones arqueológicas realizadas desde 1960 han sacado a la luz una parte de las estancias de esta casa, por lo que se tiene una visión incompleta de esta villa. A esto hay que sumarle la posibilidad de que en sus inmediaciones se localice la zona laboral o fructuaria de la misma, una factoría salsaria donde, por los restos documentados hasta el momento, junto a la elaboración de salsas a base de pescados, debió elaborarse tinte púrpura objeto de comercio también muy cotizado.
Las estancias descubiertas han deparado todo un conjunto musivario de altísima calidad, de temática muy diversa, que decora el pseudoperistilo y las habitaciones anexas, destacando el buen nivel técnico constatado en la elaboración de estos pavimentos así como en la singularidad temática

## Descripción

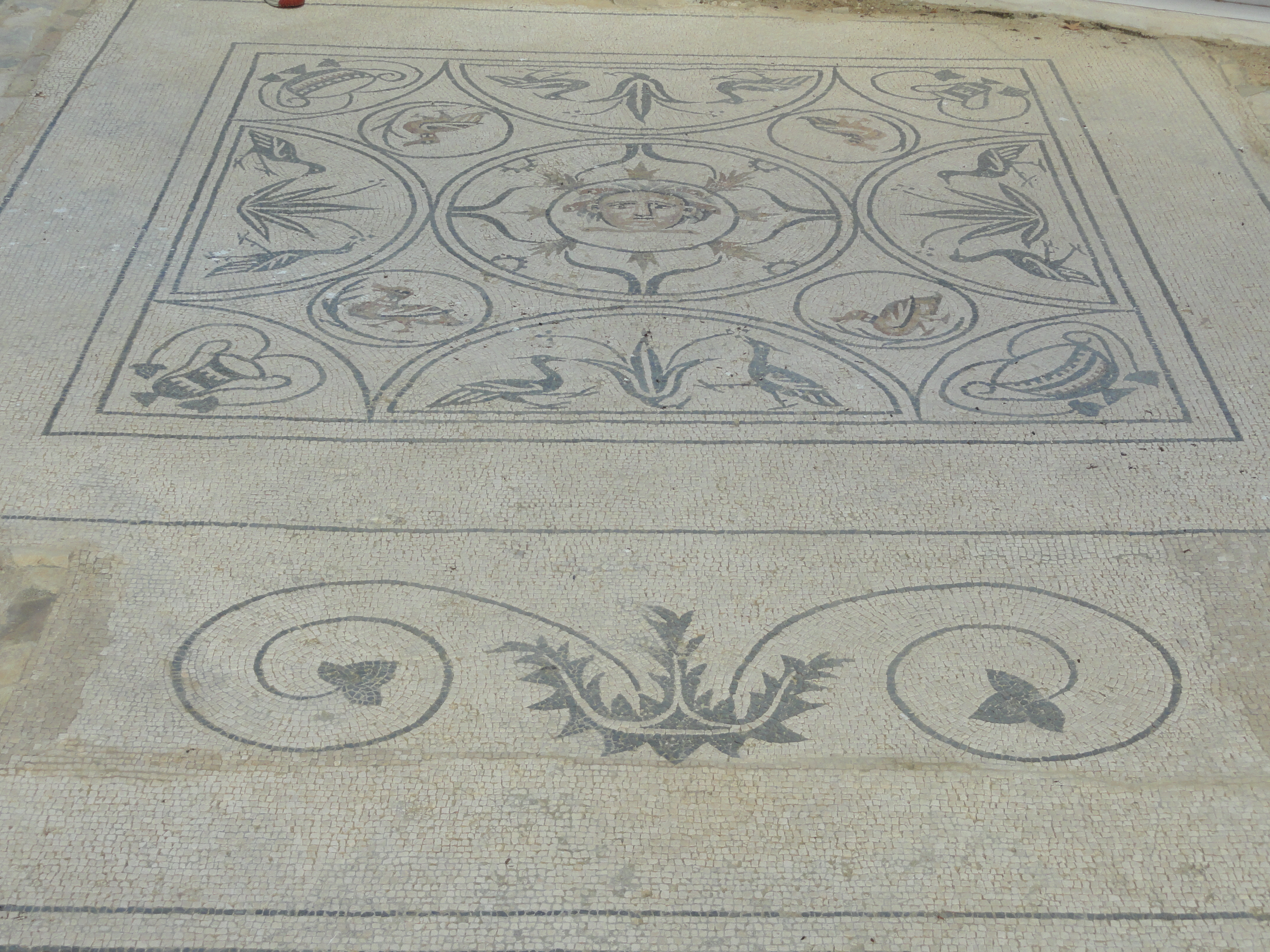
Gorgoneion central

Las intervenciones arqueológicas se han realizado en el sector central de la pars urbana, fundamentalmente en un pseudoperistilo, interrumpiéndose el pórtico en uno de los frentes cortos, en el que se sitúa una fuente arquitectónica, un ninfeo de planta rectangular articulado, al menos, en dos niveles y decorado con mármoles de colores. Alrededor de este núcleo se disponen diversas habitaciones, documentándose seis decoradas con mosaicos. Estos pavimentos musivarios se adscriben a los siguientes tipos decorativos: El mosaico ubicado en el pasillo presenta decoración geométrica, alternando cuadrados de dos tamaños unidos entre sí por los vértices y separados unos de otros por rectángulos blancos. El pavimento más original es bícromo, decorado con diversos instrumentos culinarios y comida que, a modo de friso, se van sucediendo conformando un mosaico de características singulares que ha sido objeto de análisis por numerosos investigadores. La habitación denominada A, de planta cuadrada, cuenta con un mosaico polícromo con un Gorgoneion central rodeado de motivos geométricos en blanco y negro. La habitación C, de planta rectangular, tiene un pavimento geométrico en blanco y negro, en el que se desarrolla una composición de octógonos secantes y adyacentes, determinando hexágonos oblongos alrededor de un cuadrado con una florecilla central. La estancia D, también de planta rectangular, cuenta con un mosaico de estrellas de ocho losanges, determinando cuadrados grandes y derechos, así como pequeños cuadrados sobre el vértice donde se inscribe una pequeña florecilla en el centro, mientras que en los grandes un nudo de Salomón y cuadrados concéntricos de vértices opuestos. Del ambiente decorativo de la villa queda un fragmento de escultura de mármol blanco, de la que se ha conservado parte de una pierna, un tocón de árbol y, en la parte delantera, un erote desnudo que levanta el brazo derecho, posiblemente sosteniendo una antorcha, mientras que con la otra mano levantaría una vestimenta que se fecharía a finales del siglo II. Se han hallado también un buen número de objetos metálicos de adorno.
Los intercambios comerciales con el mundo oriental quedan constatados a partir de la presencia de cerámica vidriada de color verde, con este origen, que sirve de muestra de que esta villa, como otras costeras, presentó un nivel económico más elevado que las ubicadas en el interior, dado que su posición en el litoral permitía mayores relaciones comerciales tanto con el norte de África como con los mercados de Oriente. Otros restos cerámicos se adscriben a la tipología de cerámica de paredes finas, terra sigillata y campaniense. En lo que respecta a la cronología de la villa, los mosaicos que se pueden ver actualmente están datados a finales del siglo II d. C. y comienzos del III, aunque deben corresponder a una segunda fase de remodelación de la casa tras sufrir un incendio, por lo que la primera fase de la misma se situaría posiblemente en la centuria anterior. El siglo IV d. C. se considera como la fecha que cierra la época de funcionamiento de estas instalaciones, corroborada por las monedas localizadas.